# Orlando Pride
O Orlando Pride é um clube de futebol feminino com sede em Orlando, Flórida. Desde 2016, a equipe compete na National Women's Soccer League (NWSL), a primeira divisão do futebol feminino nos Estados Unidos. O Pride foi o 10° clube a se juntar à liga e é afiliado ao Orlando City da Major League Soccer. A equipe manda seus jogos no Inter&Co Stadium, o local recebeu o maior público de toda a história da NWSL em 23 de abril de 2016, 23.403 pessoas assistiram a primeira partida do Pride em casa, quando o time derrotou o Houston Dash por 3x1.

## História
Logo após a temporada de 2015 da NWSL, começaram a aparecer rumores de que o grupo que controla o Orlando City SC estaria interessado em ter um time na liga feminina na próxima temporada. Em 20 de outubro de 2015, em uma coletiva de imprensa no Lago Eola, Phil Rawlins anunciou o nome, a logo e as cores do novo time. Na mesma ocasião, o ex-técnico da Seleção Australiana e da Seleção Americana, Tom Sermanni foi anunciado como o primeiro treinador da equipe.
Em 26 de outubro de 2015, o Pride anunciou que o clube havia adquirido as primeiras jogadoras de seu futuro elenco ao assinar com Alex Morgan e Kaylyn Kyle do Portland Thorns FC em trocas por direitos em drafts e em alocamento de jogadoras internacionais. O time também adquiriu Sarah Hagen do FC Kansas City atráves do mesmo sistema de trocas de direitos de escolha em drafts.

### Temporada de 2016

Em 23 de abril de 2016, 23.403 pessoas assistiram ao Pride derrotar o Houston Dash por 3x1 no Exploria Stadium

Em sua primeira partida em casa contra o Houston Dash em 23 de abril de 2016, o time bateu o recorde de maior público da história da liga, quando 23.403 pessoas assistiram ao Pride derrotar o Dash por 3x1. Apesar da empolgação inicial, a equipe não fez uma boa temporada. Vencendo apenas seis de suas 20 partidas na temporada regular, terminando em 9° lugar e não se classificando para os playoffs daquele ano. O time iniciou a temporada com quatro vitórias em seis jogos, mas depois da décima segunda rodada a equipe não venceu mais e acumulou oito rodadas sem um vitória sequer, terminando a temporada com um derrota em casa por 2x1 para o FC Kansas City. Kristen Edmonds foi a artilheira do time na temporada com seis gols.

### Temporada de 2017
Na temporada seguinte, a equipe passou por uma reformulação com a adição de jogadoras de renome internacional, como a defensora americana e campeã da Copa do Mundo de Futebol Feminino de 2015, Ali Krieger e a atacante brasileira Marta, eleita seis vezes melhor jogadora do mundo pela FIFA, sendo a maior contratação da história do clube. O time contou também com o retorno de Alex Morgan que havia sido emprestada ao Lyon e estava voltando de uma contusão. Com essas adições de peso, o time conseguiu fazer uma temporada bem melhor, vencendo 11 de suas 24 partidas na temporada regular e se classificando pela primeira vez para os playoffs com 40 pontos e um 3° lugar na tabela. A equipe começou a temporada regular de forma morna, com apenas uma vitória em seus primeiros sete jogos. No entanto, a partir da décima sétima rodada o time não perdeu mais, vencendo cinco jogos seguidos. O Pride terminou a temporada regular com uma vitória fora de casa por 3x2 contra o North Carolina Courage. Nos playoffs a equipe enfrentou o Portland Thorns FC em Portland perdendo por 4x1 e deixando para trás o sonho de disputar o título da NWSL pela primeira vez em sua história. Como resultado da boa campanha, Marta e Krieger foram incluídas pela NWSL na lista de melhores do ano de 2017.

## Cores, escudo e nome do time
O nome Orlando Pride foi anunciado pelo fundador e presidente do clube, Phil Rawlins em 20 de outubro de 2015. Em sua coletiva de imprensa, ele disse que o nome "captura como todos nós nos sentimos em relação à cidade de Orlando". As cores do time são o roxo e o azul claro. A logo da equipe mostra uma ilustração da famosa fonte do Lago Eola.

## Estádio

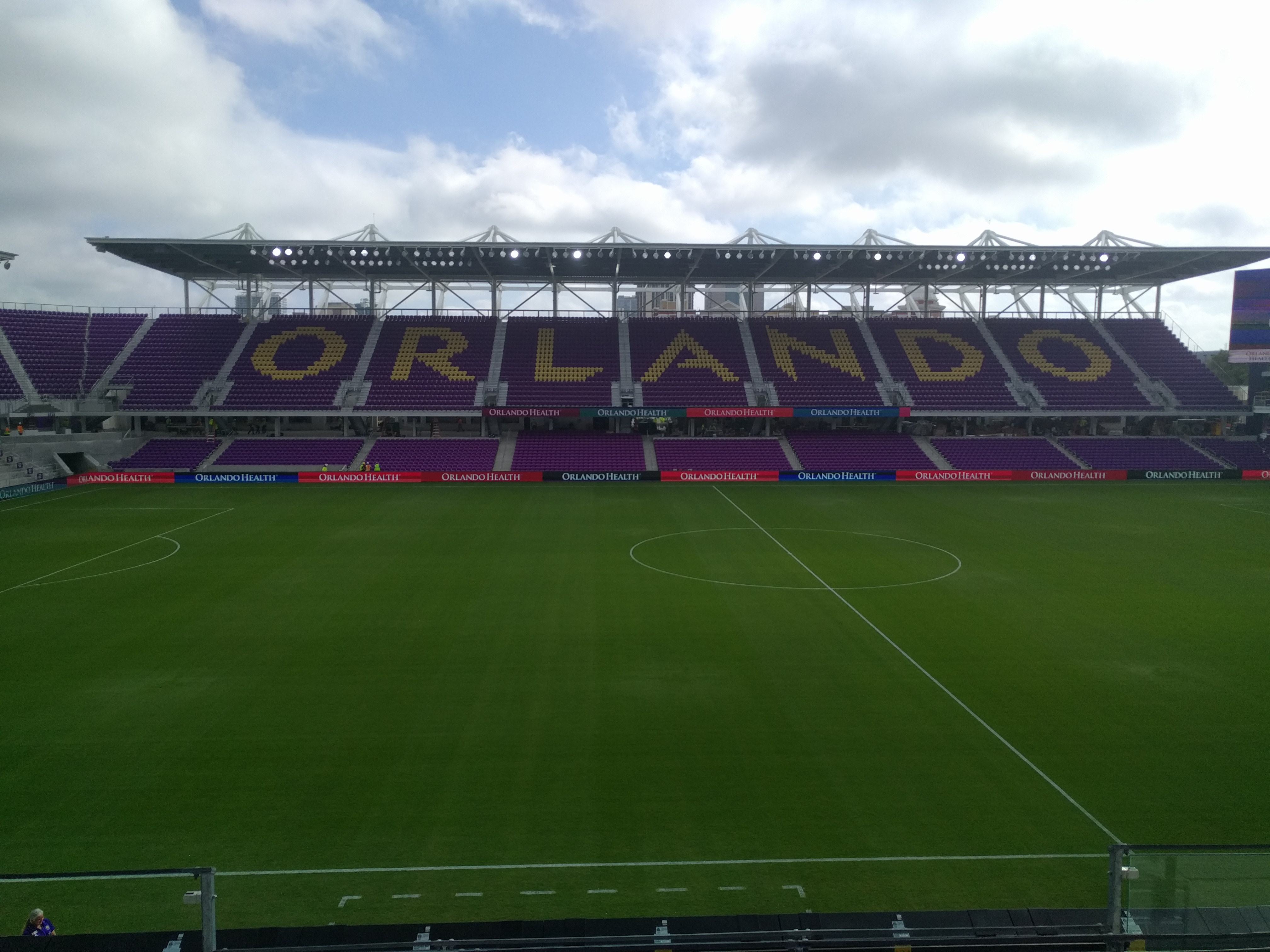
O Inter&Co Stadium onde o Pride manda seus jogos

Atualmente, o time manda seus jogos no Inter&Co Stadium em Orlando, Flórida. O estádio que é feito especificamente para a prática do futebol foi inaugurado em 2017 e tem capacidade para 25.500 pessoas. Antes, o Pride mandava seus jogos no Camping World Stadium (antes conhecido como Orlando Citrus Bowl). O estádio (que não foi feito para a prática especifica do futebol) foi inaugurado em 1936 e tem capacidade para 60.219 pessoas. O gramado tem extensão suficiente para a prática de jogos internacionais de futebol e por isso o estádio foi um dos locais utilizados para os jogos da Copa do Mundo FIFA de 1994. Nos Jogos Olímpicos de Verão de 1996 o estádio sediou os jogos de futebol tanto masculino quanto feminino.

## Transmissão dos jogos
A partir de 2017, todos os jogos do Pride são transmitidos com exclusividade para o público americano via streaming pelo Go90 e para o público internacional através do site da NWSL. Como parte do acordo de três anos entre a NWSL e a A&E Networks, o canal Lifetime transmite um jogo da liga por semana aos sábados à tarde, em um programa chamado "Jogo da Semana da NWSL". Na temporada de 2017, sete partidas do Pride foram transmitidas nacionalmente no "Jogo da Semana" em 15 e 22 de abril, 24 de junho, 22 de julho, 12 de agosto, 2 e 9 de setembro.
Em 2016, os jogos do time eram transmitidos localmente pela Bright House Sports Network. Em abril do mesmo ano, a transmissão de um jogo do Pride ao vivo via streaming na página de Facebook oficial de Alex Morgan teve a audiência de 489.999 pessoas assistindo ao primeiro tempo da partida. Foi o primeiro evento esportivo profissional transmitido ao vivo a partir de uma rede social.